# ینس اشتاینیگن
ینس اشتاینیگن (انگلیسی: Jens Steinigen؛ زادهٔ ۲ سپتامبر ۱۹۶۶) ورزشکار دوگانه اهل آلمان بود.